# 勐角坝
勐角坝是位于云南省临沧市沧源佤族自治县中部的一个坝子，地势西高东低，面积10.5平方千米，由勐董河及支流南角河、南旺河等河流冲击形成，是沧源县内重要的农业区，坝内有勐角乡。

## 资料来源
1. ↑  沧源佤族自治县民族中学, 沧源佤族自治县交通局. . 昆明: 云南科技出版社. 2002: 16. ISBN 7-5416-1753-9.